# Jürgen Wolf (Organist)
Jürgen Wolf (* 20. Juli 1961 in Bad Mergentheim) ist ein deutscher Organist und Dirigent. Im Jahr 1993 wurde er zum Kantor und Organisten an der Nikolaikirche in Leipzig berufen und war dort bis Februar 2019 tätig. Seitdem ist er vorrangig als Gastdirigent tätig.

## Leben
Wolf studierte in Würzburg und Heidelberg Orgel und Musikwissenschaft und war im Orgelbau tätig. In Wien schloss er das Studium der evangelischen Kirchenmusik mit dem A-Examen ab. Während des Studiums beschäftigte er sich intensiv mit der historischen Aufführungspraxis, insbesondere mit der Interpretation Bachscher Musik. 1992 erlangte er den Magister artium. Zahlreiche Kurse und private Studien vervollständigten seine Ausbildung. Von 1993 bis 2019 ist Wolf als Kantor und Organist an der Nikolaikirche zu Leipzig tätig gewesen, wo Johann Sebastian Bach in gleicher Funktion gewirkt hat. Am 3. Februar 2019 wurde er offiziell aus dem Amt verabschiedet. Im März 2020 wurde Lucas Pohle als Nachfolger von Jürgen Wolf zum Nikolaikantor berufen.
Wolf ist auch als Komponist und als Gastdirigent verschiedener Ensembles und Orchester sowie als Konzertorganist auf nationalen und internationalen Festivals (USA, Japan, Ukraine) und in Rundfunk- und Filmproduktionen tätig. 1999 erhielt er den 1. Preis im Kompositionswettbewerb „Geistliches Lied“ Bayreuth. Als Gastdozent für Orgel und Cembalo unterrichtet er bei internationalen Meisterkursen. Er initiierte die Orgelerneuerung der großen Ladegast-Orgel der Nikolaikirche durch Sponsoring.
Jürgen Wolf war bis 2019 künstlerischer Leiter des Bachchors Leipzig. 2008 gründete er das Festivalorchester Leipzig.

## Diskographie
- Johann Sebastian Bach: Johannespassion, Capella St. Nicolai, Heiligenberger Barockensemble, Jürgen Wolf
- Jürgen Wolf Spielt an der Ladegast-Sauer-Orgel in der St. Nikolaikirche zu Leipzig, Bach • Liszt • Boëlmann • Franck
- Johann Sebastian Bach: Messe h-moll, Symphony-Chor, Telemann-Akademie Japan, Jürgen Wolf
- Weihnachten in der Nikolaikirche, BachChor Leipzig, Jürgen Wolf
- Die italienische Eule-Orgel, Werke von Bach, Buxtehude, Kerll, Kellner
- OrgelPortrait Nikolaikirche Vol 1 Bach, Berühmte Orgelwerke von Johann Sebastian Bach
- OrgelPortrait Nikolaikirche Vol 2 OrgelBrass, LeipzigBrass & Jürgen Wolf spielen Händel, Strauss, Lefébure-Wély
- OrgelPortrait Nikolaikirche Vol 3 Liszt, Berühmte Orgelwerke von Franz Liszt (Teil 1)
- Johann Sebastian Bach: Weihnachtsoratorium, JVC-Chor, Telemann-Akademie Japan, Jürgen Wolf
- Georg Friedrich Händel: Messias, Quodlibet-Chorus, Tokyo, Telemann-Akademie Japan, Jürgen Wolf
- „Volto in amore il martial talento“, Musik für zwei Trompeten und Orgel (Pezel, Bach, Viviani, Löwe von Eisenach, Finger, Franceschini u. a.), Andreas König und Albrecht Enders, Trompeten, Jürgen Wolf
- OrgelPortrait Nikolaikirche Vol 4 Toccata, Berühmte Orgelwerke von aus 4 Jahrhunderten
- OrgelPortrait Nikolaikirche Vol 5 MeisterSchüler, Orgelwerke von Franz Liszt und Julius Reubke